# Вулиця Галицька (Бучач)
Вулиця Галицька — найдовша вулиця міста Бучача Тернопільської області. Починається від «Чортківського роздоріжжя» (автошлях Т 2001), пролягає через центральну частину міста аж до західної околиці, з'єднуючись із автошляхом Н18. Це найдовша вулиця міста — її протяжність становить майже 7 км.

## Відомості
Біля опівночі 26 квітня 1904 на вулиці Колійовій виникла пожежа, поширенню якої сприяв сильний вітер. Внаслідок цього вона перекинулася на верхню частину Бучача та приміське село Нагірянку, де згоріли школа, будинок гміни та стара дерев'яна церква.

### Колишні назви
У 1845—1898 роках частина вулиці від «Чорного моста» на захід називалась «Королівка», або «Королівська» (мабуть, через проїзд нею короля Яна ІІІ Собеського). У 1898 р., після будівництва колії Станіславів — Бучач, назву змінено на «Колійову» (назва між людей затрималась поза Другу світову війну).
У 1908 або 1909 р. міська рада (переважна більшість — поляки, жиди) перейменувала на «вулицю Анджея Потоцького» — вбитого Мирославом Січинським намісника Галичини.
За польської окупації у 1920—1939 р. вулиця була поділена на 3 частини:
- частина від площі Ринок до двірця — «Анджея Потоцького»
- від площі Ринок до церкви Св. Покрови — «3-го Мая»
- від церкви Св. Покрови до «Чорного моста» — «Ґрунвальдська».

Із приходом більшовиків уся вулиця почала називатися «Івана Орлика», за гітлерівців «Bahnhofstrasse», за других «совітів» — Леніна.

## Дотичні вулиці
Лівобічні: Камінна, Вербова, Б. Лепкого, Лесі Українки, Майдан Волі, Й. Аґнона, С. Бандери, Бічна Галицька, Бариська, Заводська, Миру.
Правобічні: Стрипна, Торгова, Леся Курбаса, Підгаєцька, Святого Миколая, О. Пушкіна, В. Стуса, Бічна Садова, Зелена, Б. Хмельницького, Енергетична.

## Будівлі

### Пам'ятки архітектури
- Церква Святої Покрови (1755—1764), № 23
- Аптека (1890—1932, мур.), № 47
- Житловий будинок (1913, мур.), № 130

Впритул до вулиці на майдані Волі — Бучацька ратуша.

### Також
- № 54 — лабораторія ветеринарно-санітарної експертизи (міський ринок)
- № 56, до руйнації знаходився між двома іншими (північніший — 2-поверховий); цікавий тим, що частково перебудований: має, зокрема, «рідну» західну стіну (крім першого (партерного) поверху), південна стіна перебудована після другої світової.
- № 70, збудований на місці зруйнованих, дисонує з історичною забудовою

## Пам'ятки історії
- Джерело Яна Собеського[4]

## Організації та установи

### Державні установи
- ДПА
- Бучацький районний архів
- Бюро технічної інвентаризації
- Відділ у справах сім'ї, молоді та спорту
- Відділення поштового зв'язку № 2 («Укрпошта»)

### Заклади культури та освіти
- Бучацька районна бібліотека
- Бучацький районний краєзнавчий музей[5]
- Бучацька бібліотека для дітей
- музей товариства «Меморіал»
- кінотеатр ім. Довженка (центр)
- редакція газети «Нова доба»

### Підприємства, установи
- Автостанція
- залізнична станція
- Укртелеком
- Бучацький цукровий завод (не працював у сезоні 2013)
- Бучацький сирзавод
- мальтозний завод (не працює)
- консервний завод (не працює)
- кооператив «Іскра»
- Бучацьке водне господарство
- Бучачагрохлібпром
- Бучачхлібпром
- Комбінат комунальних підприємств
- заправки «Okko», «Галнафта», «WOG», «Укрнафта»
- Відділення банків «Хрещатик», «Приват», «Райффайзенбанку», «Сведбанку»
- Відділення СК «ТАС»
- Приватне підприємство

### Комерція
- Бучацьке РайСТ
- Туристична агенція Ольги Листюк
- Торговий світ
- Рута
- Маркет «ТеКо»
- готель (колишній «готель Андермана»), № 74, не діє
- численні магазини, кіоски, бари, ресторани.